# Marsdenia tingens
Marsdenia tingens là một loài thực vật có hoa trong họ La bố ma. Loài này được (Roxb.) P.I. Forst. mô tả khoa học đầu tiên năm 1995.